# Mistrzostwa Europy U-19 w Piłce Nożnej Kobiet 2024 (eliminacje)/Runda 1 Grupa A7
W Grupie A7 eliminacji do Mistrzostw Europy U-19 2024 brały udział następujące zespoły:
- Białoruś U-19
- Islandia U-19
- Serbia U-19
- Szkocja U-19

## Stadiony
| Tirana              | Mapa miast-gospodarzy | Elbasan                 |
| ------------------- | --------------------- | ----------------------- |
| Air Albania Stadium | TiranaElbasan         | Stadiumi Ruzhdi Bizhuta |
| Pojemność: 21 690   | TiranaElbasan         | Pojemność: 12 000       |
|                     | TiranaElbasan         |                         |

## Tabela
| Reprezentacja | M | W | R | P | Br+ | Br- | +/- | Pkt. |
| ------------- | - | - | - | - | --- | --- | --- | ---- |
| Serbia U-19   | 3 | 3 | 0 | 0 | 6   | 0   | +6  | 9    |
| Islandia U-19 | 3 | 1 | 1 | 1 | 7   | 5   | +2  | 4    |
| Białoruś U-19 | 3 | 1 | 1 | 1 | 3   | 4   | -1  | 4    |
| Szkocja U-19  | 3 | 0 | 0 | 3 | 3   | 10  | -7  | 0    |

## Wyniki
| 24 października 2023 11:00 CET | Islandia U-19 · Tryggvadóttir 11', 81', 84' · Sveinsdóttir 25' · Bárðardóttir 32' · Sigurjónsdóttir 41' | 6:2(4:0)Raport | Szkocja U-19 · 46' Burchill · 78' Jardine | Air Albania Stadium, Tirana Sędzia: Deborah Anex |
|                                | |                |                                           |                                                  |

| 24 października 2023 15:00 CET | Białoruś U-19 | 0:2(0:2)Raport | Serbia U-19 · 32' Matejić · 45+3' Uvalin | Stadiumi Ruzhdi Bizhuta, Elbasan Sędzia: Hristiyana Guteva |
|                                |               |                |                                          |                                                            |

| 27 października 2023 11:00 CET | Serbia U-19 · Stokić 10' · Marković 69' | 2:0(1:0)Raport | Szkocja U-19 | Air Albania Stadium, Tirana Sędzia: Hristiyana Guteva |
|                                |                                         |                |              |                                                       |

| 27 października 2023 15:00 CET | Islandia U-19 · Tryggvadóttir 38' | 1:1(1:0)Raport | Białoruś U-19 · 83' Siniauskaya | Stadiumi Ruzhdi Bizhuta, Elbasan Sędzia: Gamze Durmuş |
|                                |                                   |                |                                 |                                                       |

| 30 października 2023 11:00 CET | Serbia U-19 · Matejic 45' · Stokić 62' | 2:0(1:0)Raport | Islandia U-19 | Stadiumi Ruzhdi Bizhuta, Elbasan Sędzia: Gamze Durmuş |
|                                |                                        |                |               |                                                       |

| 30 października 2023 11:00 CET | Szkocja U-19 · Jardine 40' | 1:2(1:1)Raport | Białoruś U-19 · 27' Maher · 60' Imkhovik | Air Albania Stadium, Tirana Sędzia: Deborah Anex |
|                                |                            |                |                                          |                                                  |

## Strzelczynie

### 3 gole
- Katla Tryggvadóttir

### 2 gole
- Nina Matejić
- Sara Stokić
- Kayla Jardine

### 1 gol
- Valeryia Imkhovik
- Anastasiya Maher
- Hanna Siniauskaya
- Sigdís Bárðardóttir
- Elísa Sigurjónsdóttir
- Bergdís Sveinsdóttir
- Ísabella Tryggvadóttir
- Anđela Marković
- Nađa Uvalin
- Tiree Burchill